# Siktjärnen (Hotagens socken, Jämtland, 709997-142482)
Siktjärnen är en sjö i Krokoms kommun i Jämtland och ingår i Indalsälvens huvudavrinningsområde.